# Палевая квакша
Палевая квакша (Dendropsophus minutus) — вид земноводных из семейства квакши. 
Общая длина достигает 1,7—2,6 см. Голова среднего размера. Глаза большие с горизонтальными зрачками. Туловище вытянутое, крепкое. Задние конечности длиннее передних. На передних имеется 4 пальца, а на задних лапах — 3. Все пальцы довольно длинные. На них присутствуют большие присоски.
Окраска бледно-коричневая с тёмно-коричневые нечёткими крапинками. Брюхо имеет оранжевый оттенок. Молодые особи имеют бело-серый цвет.
Любит субтропические и тропические леса, кустарники, влажные горные луга, саванны, пастбища, места возле прудов, каналов, болот. Встречается на высоте до 1800 метров над уровнем моря. Ведёт сугубо древесный образ жизни. Хорошо прыгает — до 75 см. Активна ночью. Питается мелкими беспозвоночными и их личинками. Её голос звучит пронзительно, напоминает звук, когда по фарфору проводят ножом.
Размножение происходит в сезон дождей. Самка откладывает яйца в листья.
Вид распространён в Колумбии, Эквадоре, Венесуэле, Гайане, Суринаме, Французской Гвиане, Бразилии, Перу, Боливии, Парагвае, Уругвае, Аргентине, а также на островах Тринидад и Тобаго.